# داميان كينغ
داميان كينغ (بالإنجليزية: Damian King) هو متركمج أسترالي، ولد في القرن العشرين.